# Lijst van spelers van FC Viljandi
Deze lijst omvat voetballers die bij de Estische voetbalclub FC Viljandi spelen of gespeeld hebben. De spelers zijn alfabetisch gerangschikt.

## B
- Elton Brauer

## D
- Priit Danelson

## G
- Stanislav Goldberg
- Mihkel Gull

## I
- Joel Indermitte

## J
- Erkki Junolainen

## K
- Kaarel Kaarlimäe
- Sander Karu
- Rait Kasterpalu
- Jaan Kekisev
- Bert Klemmer
- Eron Krillo
- Aleksandr Kulatšenko

## L
- Sander Laht
- Silver Lätt
- Taavi Laurits
- Jaan Leimann
- Sander Lepik
- Elvis Liivamägi

## M
- Mikk Metsa
- Karl Mööl
- Rasmus Munskind
- Marten Mütt

## O
- Aiko Orgla
- Ott Ottis

## P
- Siim-Sten Palm

## R
- Sander Rõivassepp

## S
- Kaspar Sillamaa
- Mikk Sillaste
- Sander Sinilaid

## T
- Martin Tšegodajev
- Rauno Tutk

## V
- Andrei Veis
- Alan Ventsel